# Georg Jedicke
Bruno George Jedicke (Dresden, 26 maart 1887 - Wiesbaden, 10 maart 1969) was een Duitse officier  en SS-Gruppenführer (generaal-majoor) en Generalleutnant in de politie tijdens de Tweede Wereldoorlog.

## Leven
Op 26 maart 1887 werd Jedicke geboren in Wiesbaden. Hij meldde zich op 1 april 1906 als Seekadett aan in de Kaiserliche Marine. En werd hij in de zes weken opgeleid als infanterist. Hierna werd hij op het Seekadettenschulschiff Stoch gestationeerd. Hierop volgend werd Jedicke naar de marineschool in Kiel gestuurd. Daar werd hij bevorderd tot Fähnrich zur See (vaandrig). Na zijn schoolgang aan de marineschool, werd hij op het linieschip Braunschweig als torpedo- en stoombarkas-vaandrig geplaatst. Tijdens het verloop van zijn dienst op de Braunschweig, werd Jedicke bevorderd tot Leutnant zur See (luitenant-ter-zee). 

### Eerste Wereldoorlog
Tijdens de uitbraak van de Eerste Wereldoorlog deed Jedicke dienst op de kruiser Straßburg.

### Interbellum
Van 1 februari 1920 werd hij overgenomen in de Reichswasserschutz (RWS), en werd ingeschaald als Hauptmann der RWS. Jedicke werd geplaatst als personeelsadministrateur de leiding van de RWS in het Rijksministerie van Verkeer. Op 1 mei 1922 volgde zijn benoeming als plaatsvervangend leider van de RWS in Berlijn.
Op 22 december 1922 trouwde Jedicke met Elllinor Thiele. Het echtpaar kreeg een dochter. Hij werd enige tijd later lid van de Nationaalsocialistische Duitse Arbeiderspartij (NSDAP).
Na de ontbinding van de Reichswasserschutz, werd Jedick met ingang van 1 april 1931 overgenomen in de Pruisische politie. En werd benoemd tot plaatsvervangend commandant van de Schutzpolizei in Potsdam. Hierna kreeg hij de functie van commandant van de Schutzpolizei in Stettin. Na zijn bevordering tot Oberst der Schutzpolizei werd Jedicke overgeplaatst naar Frankfurt am Main. Aansluitend stapte hij over naar de Ordnungspolizei. Philipp W. Blood beschreef hem als de zevende hoogste man in de hiërarchie van de Ordnungspolizei. Van 1 oktober 1936 werd Jedicke als Inspekteur der Ordnungspolizei (IdO) voor de Rijnprovincie en het Saarland wat onderdeel van het Wehrkreis XII (vrije vertaling: 12e militaire district (Wiesbaden)) was. Zijn kantoor was in Koblenz gevestigd.
Als politieagent bekleedde Jedicke in verband met de voortschrijdende samensmelting van beide organisaties onder de auspiciën van Heinrich Himmler sinds 1939 een rang in de SS. Van 10 januari 1936 tot 1945 was Jedicke erelid van het Volksgerichtshof.
Op 20 april 1939 werd Jedicke bevorderd tot SS-Oberführer en in de staf van de SS-Oberabschnitte Rhein geplaatst.

### Tweede Wereldoorlog
Aan het begin van de Tweede Wereldoorlog werd Jedick met ingang van 1 september 1939 als Generalmajor der Polizei benoemd tot Befehlshaber der Ordnungspolizei (BdO) in Wiesbaden. Hierop volgend werd hij ingezet als BdO Oost-Pruisen in Koningsbergen.
In de zomer van 1941 kort na de Duitse aanval op de Sovjet-Unie werd Jedicke Befehlshaber der Ordnungspolizei in Riga. Tegelijk bekleedde hij de functie van Befehlshaber der Ordnungspolizei Ostland (vrije vertaling: Bevelhebber van de Ordepolitie Ostland). Tijdens een verhoor in 1946 verklaarde hij echter dat hij pas in oktober 1941 vanuit Koningsberg naar Riga was gekomen. Omdat hij in december 1943 gedwongen ontslagen zou zijn door Himmler. Van 1 april 1944 tot het einde van de oorlog was Jedicke geplaatst in de staf van het SS-Oberabschnitte Ostland. En raakte aan het einde van de oorlog in Amerikaans krijgsgevangenschap. In 1947 werd hij er weer uit vrij gelaten. 

## Na de oorlog
Over het verdere verloop van zijn leven is niets bekend. Op 10 maart 1969 stierf Jedicke in Wiesbaden.

## Carrière
Jedicke bekleedde verschillende rangen in zowel de Allgemeine-SS als Politie. De volgende tabel laat zien dat de bevorderingen niet synchroon liepen.
| Datums            | Kaiserliche Marine   | Reichswasserschutz | Politie                          | Allgemeine-SS    |
| ----------------- | -------------------- | ------------------ | -------------------------------- | ---------------- |
| 1 april 1906      | Seekadett            | —                  | —                                | —                |
| 6 april 1908      | Fähnrich zur See     | —                  | —                                | —                |
| 30 september 1909 | Leutnant zur See     | —                  | —                                | —                |
| 19 september 1912 | Oberleutnant Zur See | —                  | —                                | —                |
| 12 oktober 1916   | Kapitänleutnant      | —                  | —                                | —                |
| 1 februari 1920   | —                    | Hauptmann der RWS  | —                                | —                |
| 1 april 1922      | —                    | Major der RWS      | —                                | —                |
| 1 april 1931      | —                    | —                  | Polizeimajor                     | —                |
| 20 april 1934     | —                    | —                  | Oberstleutnant der Schutzpolizei | —                |
| 1 oktober 1935    | —                    | —                  | Oberst der Schutzpolizei         | —                |
| 20 april 1939     | —                    | —                  | Generalmajor der Orpo            | —                |
| 20 april 1939     | —                    | —                  | —                                | SS-Oberführer    |
| 20 april 1941     | —                    | —                  | —                                | SS-Brigadeführer |
| 1 september 1939  | —                    | —                  | Generalmajor der Polizei         | —                |
| 9 december 1941   | —                    | —                  | Generalleutnant der Polizei      | —                |
| 12 december 1941  | —                    | —                  | —                                | SS-Gruppenführer |

## Lidmaatschapsnummers
- NSDAP-nr.: 346 948[6][7] (lid geworden 1 november 1930[1])
- SS-nr.: 323 869[6][7] (lid geworden 20 april 1939[1])

## Onderscheidingen
Selectie:
- IJzeren Kruis 1914, 1e Klasse[1][6][7] en 2e Klasse[1][6][7]
- Gewondeninsigne 1918 in zwart[1]
- Kruis voor Oorlogsverdienste, 1e Klasse[1][6] en 2e Klasse[1][6] met Zwaarden
- Dienstonderscheiding van de Politie in goud (25 dienstjaren) in 1938[1]

## Afkortingen
- Inspekteur der Ordnungspolizei (IdO) - Inspecteur van de Ordepolitie
- Befehlshaber der Ordnungspolizei (BdO) - Bevelhebber van de Ordepolitie
- Kommandeur der Ordnungspolizei (KdO) - Commandant van de Ordepolitie
- Kommandeur der Gendarmerie (KdG) - Commandant van de Gendarmerie
- Plv.adj. - Plaatsvervangend adjudant
- mit der Wahrnehmung der Geschäfte beauftragt (m.d.W.d.G.b.) - vrije vertaling: met de waarneming van de functie belast